# Sphyrospermum revolutum
Sphyrospermum revolutum är en ljungväxtart som beskrevs av Luteyn. Sphyrospermum revolutum ingår i släktet Sphyrospermum och familjen ljungväxter. Inga underarter finns listade i Catalogue of Life.